# Nioghalvfjerdsbrae
Le Nioghalvfjerdsbrae, parfois appelé glacier 79 N, est un glacier situé en Terre du roi Frédéric VIII, au nord-est du Groenland.

## Toponymie
Le glacier a été nommé durant l'expédition Danmark de 1906-1908 car il se trouve à une latitude de 79°. Le nom était censé être temporaire, mais il acquiert une nouvelle signification lorsqu'il devient le lieu des morts du chef de l'expédition Ludvig Mylius-Erichsen, ainsi que du cartographe Niels Peter Høeg Hagen, selon le journal de Jørgen Brønlund.

## Géographie
Il draine une superficie de 103 314 km2 de la calotte glaciaire du Groenland avec un flux de 14,3 km3 par an, selon les mesures de 1996. Le glacier a deux fronts de vêlage là où il rencontre l'océan, séparés par l'île Hovgaard. En juillet 2020, la ramification nord, le glacier Spalte, s'est détachée et s'est complètement désintégrée.
La langue terminale du glacier se trouve au sud du détroit du Dijmphna. Le fjord et le glacier forment la limite sud de la terre du Prince héritier Christian. Le glacier a eu une langue flottante de 80 km de long et 20 km de large, s'élargissant vers son terminus au nord de la terre de Lambert.

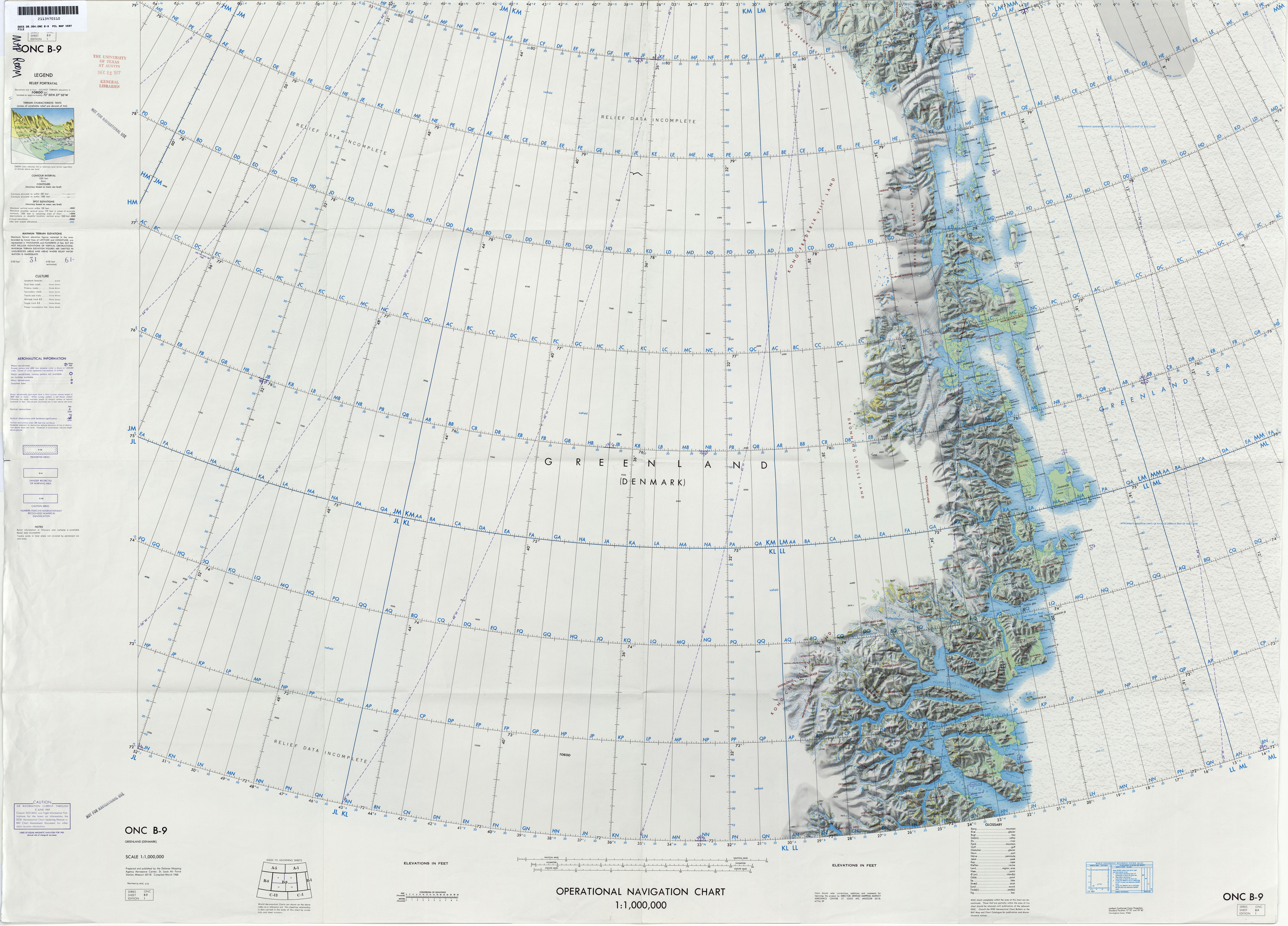
Carte du Nord-Est du Groenland.
Schéma de la vitesse d'écoulement du glacier.

## Histoire
Depuis 1990, le plus long ruisseau supraglaciaire persistant du Groenland coule sur le glacier. Il est long de 73 km en 2011 et de 71 km en 2017. La largeur du ruisseau reste relativement constante sur la majeure partie de sa longueur, allant de 20 à 35 m.
En août 1997, le front sud a reculé de 5 km sans amincissement significatif en amont.